# Kirche von Kokkola

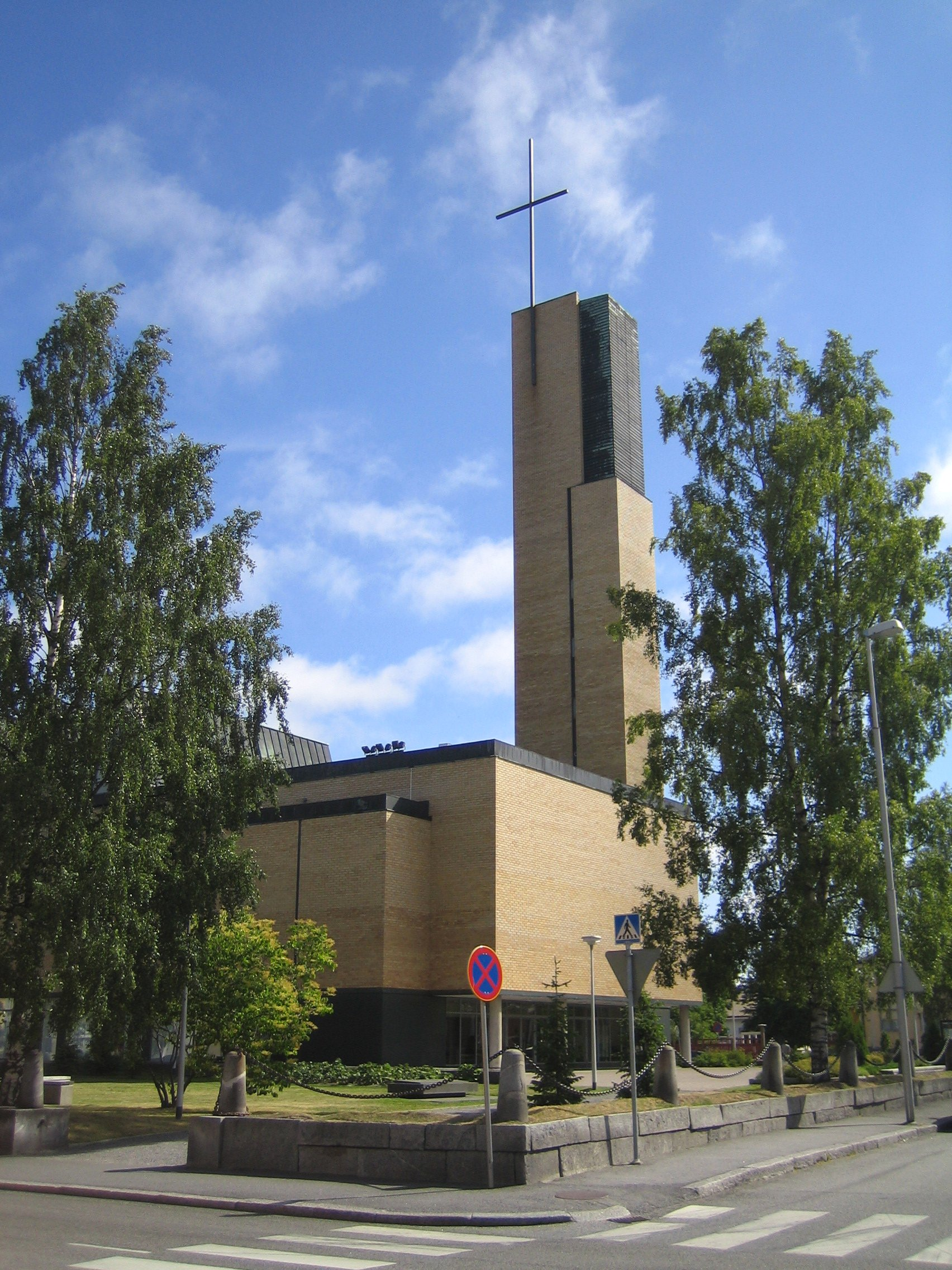
Die Kirche von Kokkola

Die Kirche von Kokkola ist eine Kirche in der finnischen Stadt Kokkola. Sie trägt den Namen De Profundis (Lateinisch für „aus der Tiefe“, nach dem Psalm 130). Die Kirche von Kokkola liegt im Stadtzentrum und ist neben der Kirche von Kaarlela eine von zwei Kirchen, die von der finnisch- und der schwedischsprachigen Kirchengemeinde Kokkola, zwei evangelisch-lutherischen Kirchengemeinden im Gemeindeverbund Kokkola, gemeinsam genutzt werden. Der moderne Backsteinbau wurde 1960 nach Plänen von Aarne Nuortila erbaut und bietet Platz für 1200 Menschen.
Die heutige Kirche von Kokkola ist der dritte Kirchenbau an derselben Stelle. Die erste Kirche von Kokkola war eine hölzerne Kreuzkirche, die 1654–55 erbaut wurde. Weil diese zu klein geworden war, wurde sie 1876 abgerissen und ein Jahr später durch eine größere Holzkirche ersetzt. Die zweite Kirche von Kokkola brannte im Jahr 1958 ab. Die an ihrer Stelle erbaute heutige Kirche von Kokkola wurde im Dezember 1960 geweiht.